# Ali Ahani
Ali Ahani (en persan : علی آهنی), né le 16 octobre 1953 à Qom (Iran), est un diplomate et homme politique iranien. Il est notamment ambassadeur d'Iran en France trois fois au cours de sa carrière, de 1988 à 1993, de 2006 à 2009 et de 2012 à 2017.